# 达西却令庙
达西却令庙，位于内蒙古自治区阿拉善盟额济纳旗，是一座藏传佛教格鲁派寺院。

## 简介
2004年10月，宗对加木素活佛应邀常驻额济纳旗，住持达西却令庙的宗教活动。
2013年5月23日起，额济纳旗有关领导组成考察组，赴鄂尔多斯市鄂托克前旗上海庙、鄂托克前旗哈日根图庙、阿拉善左旗夏日嘎庙考察，并且赴青海省塔尔寺订购用于修缮达西却令庙及宝日敖包的佛像及材料。其间，鄂托克旗还组织民族宗教机关、国土机关、苏木镇、敖包协会、施工单位多次赴天鹅湖、八道桥、居延海等地选定修缮敖包的地点及石材。2013年5月29日，鄂尔多斯市巴图宝力德活佛应邀来到鄂托克旗，依照宗教习惯在达西却令庙举行了动土奠基。随后，达西却令庙修缮工程开工。同时，宝日敖包的修缮工程也已开工。